# AT Internet
AT Internet (Applied Technologies Internet) ist ein französisches Unternehmen aus dem Bereich Web Analytics, das im Jahr 1996 gegründet wurde. Das Unternehmen mit Stammsitz in Mérignac (Frankreich) verfügt über Niederlassungen in London, München und Singapur und beschäftigt fast 200 Mitarbeiter.
Es hat sich auf die Messung von Daten über Nutzung und Performance von Websites, mobilen Sites, Apps und Social-Media-Auftritten spezialisiert. AT Internet ist Entwickler der Analysesoftware XiTi, die in den Jahren nach 2000 größere Bekanntheit erlangte. Heute ermöglicht AT Internet Unternehmen über eine Digital Analytics-Plattform umfassende Analysen ihrer Besucher.
Die Anwendung von AT Internet, die Analytics Suite, wird weltweit auf rund 20.000 Websites und mobilen Apps eingesetzt. und wird von mehr als der Hälfte der CAC-40-Unternehmen sowie von großen internationalen Unternehmen genutzt.

## Produkte und Dienstleistungen

### XiTi
XiTi wurde im Juni 2000 von AT Internet auf den Markt gebracht. Es ist ein Dienst zur Untersuchung des Website-Traffics (Audience Messung, Nutzungsstatistiken), auch für mobiles Internet. Eine zweite Version von XiTi wurde im Jahr 2004 entwickelt, XiTi Analyzer, eine kostenpflichtige Version für Profis.
Anfang März 2008 waren laut Angaben des Unternehmensmehr als 320.000 Websites bei XiTi registriert und das Tool prüfte 17 Milliarden Seiten pro Monat-

### Analytics Suite
AT Internet bietet Tools, die es Unternehmen und Organisationen ermöglichen, zu messen und zu analysieren, auf welchem Weg Besucher auf ihrer Website ankommen (mobile Website oder mobile Anwendung), sowie ihre nachfolgenden Handlungen und Verhaltensweisen auf der Website untersuchen. Die Besucher-Messungs-App hat von der CNIL eine Ausnahmegenehmigung bei der Notwendigkeit der Cookie-Zustimmung bekommen. Diese Ausnahme ist nur unter besonderen Bedingungen gültig.
Zu den Leistungen gehören Tagging (Web & App), geräteübergreifende Zielgruppenmessung, Dekodierung der Besuchernavigation, Verhaltens- und Vorhersagesegmentierung in Echtzeit, Datenimport und -export sowie Einhaltung der Datenschutz-Grundverordnung (DSGVO). Die Software von AT Internet kann in ca. 30 digitale Marketing-Apps integriert werden.

## Zahlen und Informationen
AT Internet hat nach eigenen Angaben weltweit ca. 3.500 Kunden. Die Hälfte der Firmen ist im französischen Aktienindex CAC 40 gelistet. Zu den branchenübergreifenden Kunden gehören unter anderem Total, Deutsche Telekom, AXA, BAYER, Axel Springer, Meinestadt, RBB und Le Monde. Ca. 200 Mitarbeiter an den Standorten München, Hamburg, London, Bordeaux, Paris, São Paulo, Moskau und Singapur. Der Stammsitz befindet sich im französischen Bordeaux–Mérignac.
Das Marktforschungsunternehmen Forrester Research führte AT in seinen Studien über Webanalyseanbieter in den Jahren 2011, 2014 und 2017 als eines der führenden Unternehmen im Bereich Webanalyse auf.

## Geschichte
Das Unternehmen wurde 1996 vom Inhaber Alain Llorens als Webagentur gegründet.
Der Fokus des Unternehmens liegt seit 1997 auf dem Bereich Web Analytics, angeregt von den Einschränkungen der damaligen Web Analytics-Tools und den Kundenbedürfnissen.
2000 erfolgte die Einführung von XiTi, einem kostenlosen Tool zur Audience- und Website-Messung. Drei Jahre später erfolgte der Start des „NX“-Bündels. Der Ausdruck „XiTi“ bezog sich ab jetzt nur noch auf die Low-End-Produkte (XiTi Free und XiTi Pro). 2004 entstand XiTi Analyzer, einem Premium-Web Analytics-Angebot für den Firmengebrauch. Das Unternehmen baut auf dem Erfolg dieses kostenlosen Tools auf und erweitert es nach und nach.
Nach dem Erfolg von XiTi eröffnete das Unternehmen im Juni 2001 erstmals sein Kapital mit einer Beteiligung von 7 % an der Expanso SDR, Socri und der Lafayette Group.
Im September 2004 lancierte das Unternehmen XiTiMonitor und XiTi Analyzer.
Ab 2006 wurden Niederlassungen in Spanien (2006), Kanada (2007), dem Vereinigten Königreich (2008) und Deutschland (2009) eröffnet.
2008 nahm das Unternehmen offiziell den Namen AT Internet an.
2010 erfolgte eine Kapitalerhöhung um 4 Millionen € durch Fundraising von ICSO Private Equity und IRDI.
2012 begann die Einführung des Analyzer III (Webanalyselösung für Unternehmen).
2013 eröffnete das brasilianische Büro in São Paulo. Im selben Jahr erfolgte ein 6,25 Millionen € Fundraising der ICSO Private Equity und OMNES CAPITAL.
2014 wurden die Dashboard App von Data Query V2 und Lösungen zur Messung von TV-to-Web für das TV-Tracking und sozio-demografischen Analysen (Audience Analytics) eingeführt.
Im Jahr 2015 veröffentlichte AT Internet die Analytics Suite, eine integrierte Suite von Apps für Analytics-Reporting, Dashboard-Erstellung, Datenvisualisierung, Data Mining, App-Analysen und Datenexporte.
Im Jahr 2016 bekam das Unternehmen insgesamt 4 Mio. € für die Forschung und Personalentwicklung von Bpifrance, CIC, COFACE, dem Europäischen Regional-Entwicklungsfonds und der Region Nouvelle-Aquitaine.